# New Balance Indoor Grand Prix 2019
New Balance Indoor Grand Prix 2019 – halowy mityng lekkoatletyczny, który odbył się 26 stycznia w Bostonie.
Zawody były pierwszą odsłoną znajdującego się w kalendarzu IAAF World Indoor Tour – cyklu najbardziej prestiżowych zawodów halowych, organizowanych pod egidą IAAF w sezonie 2019.

## Rezultaty

### Mężczyźni
| Konkurencja:              | 1. miejsce      | Rezultat   | 2. miejsce       | Rezultat   | 3. miejsce         | Rezultat   |
| Bieg na 300 m             | Rai Beniamin    | 32,55 PB   | Bernardo Baloyes | 33,70 PB   | Josephus Lyles     | 33,72 SB   |
| Bieg na 400 m             | Nathan Strother | 46,97 SB   | Kyle Collins     | 47,58      | Rilwan Alowonle    | 48,07 SB   |
| Bieg na 800 m             | Donavan Brazier | 1:45,91 SB | Clayton Murphy   | 1:45,94 PB | Saul Ordóñez       | 1:46,62 PB |
| Bieg na milę              | Yomif Kejelcha  | 3:51,70 NR | Bethwell Birgen  | 3:54,82 PB | Sam Prakel         | 3:56,60 PB |
| Bieg na 3000 m            | Hagos Gebrhiwet | 7:37,41 WL | Edward Cheserek  | 7:42,93 SB | Adel Mechaal       | 7:45,56 SB |
| Bieg na 60 m przez płotki | Jarret Eaton    | 7,64       | Aaron Mallett    | 7,65       | Freddie Crittenden | 7,66       |

### Kobiety
| Konkurencja:   | 1. miejsce               | Rezultat      | 2. miejsce          | Rezultat    | 3. miejsce            | Rezultat    |
| Bieg na 60 m   | Michelle-Lee Ahye        | 7,21 SB       | Shania Collins      | 7,27 PB     | Aaliyah Brown         | 7,36 SB     |
| Bieg na 300 m  | Kendall Ellis            | 36,97 PB      | Gabrielle Thomas    | 37,03 PB    | Shakima Wimbley       | 37,18 SB    |
| Bieg na 500 m  | Sydney McLaughlin        | 1:09,46 WL PB | Ashley Taylor       | 1:12,22 PB  | Samantha Murphy       | 1:12,84 PB  |
| Bieg na 600 m  | Raevyn Rogers            | 1:27,31 SB    | Lynsey Sharp        | 1:29,11 SB  | Kendra Chambers       | 1:29,21 SB  |
| Bieg na milę   | Gabriela DeBues-Stafford | 4:24,80 NR    | Elinor Purrier      | 4:24,88 PB  | Dawit Seyaum          | 4:26,84 PB  |
| Bieg na 5000 m | Konstanze Klosterhalfen  | 15:15,80 PB   | Jennifer Simpson    | 15:33,38 SB | Katie Mackey          | 15:42,10 PB |
| Skok o tyczce  | Katie Nageotte           | 4,86 WL       | Katerina Stefanidi  | 4,71        | Annie Rhodes-Johnigan | 4,61 PB     |
| Pchnięcie kulą | Maggie Ewen              | 19,28 WL PB   | Christina Schwanitz | 18,87       | Jessica Ramsey        | 18,22 SB    |

## Rekordy
Podczas mityngu ustanowiono 5 krajowych rekordów w kategorii seniorów:
| Zawodnik                 | Reprezentacja | Konkurencja         | Rezultat |
| ------------------------ | ------------- | ------------------- | -------- |
| Yomif Kejelcha           | Etiopia       | bieg na milę        | 3:51,70  |
| Harvey Dixon             | Gibraltar     | bieg na 3000 metrów | 8:00,87  |
| Gabriela DeBues-Stafford | Kanada        | bieg na milę        | 4:24,80  |
| Yolanda Ngarambe         | Szwecja       | bieg na milę        | 4:28,30  |
| Ciara Mageean            | Irlandia      | bieg na milę        | 4:28,31  |